# Le avventure di Sarah Jane
Le avventure di Sarah Jane (The Sarah Jane Adventures) è una serie televisiva britannica di genere fantascienza prodotta dalla BBC Cymru Wales per CBBC, creata da Russell T Davies con protagonista Elisabeth Sladen. La serie è uno spin-off della serie televisiva della BBC Doctor Who e si rivolge ad un pubblico più giovane di quello della serie originale. Si concentra sulle avventure di Sarah Jane Smith, una giornalista investigativa che, da giovane, ha avuto numerose avventure nel tempo e nello spazio.
La serie è stata trasmessa su BBC One con uno speciale di 60 minuti, L'archetipo, il 1º gennaio 2007, e trasmessa fino al 2011, cioè fino alla scomparsa della stessa Sladen. È stata nominata per un British Children's Award nel 2008 nella categoria Drama e per un BAFTA Cymru nel 2009 nella categoria Drama per bambini. La serie ha vinto il Royal Television Society nel 2010 come miglior film per bambini. In Italia è stata trasmessa soltanto la prima stagione senza lo speciale introduttivo, nel settembre 2008 sul canale a pagamento RaiSat Smash e nel maggio 2010 su Rai Gulp.
L'attrice protagonista Elisabeth Sladen è deceduta il 19 aprile 2011, dopo aver scoperto di soffrire di cancro nei mesi precedenti. L'ultimo episodio prodotto è stato trasmesso il 18 ottobre 2011.

## Stagioni
Una stagione completa di dieci episodi di 25 minuti è iniziata il 24 settembre 2007. La prima stagione consisteva in cinque storie in due parti, ed una seconda stagione, comprendente sei racconti in due parti, iniziata la messa in onda il 29 settembre 2008. Una terza stagione, comprendente ancora sei storie in due parti per un totale di dodici episodi, con Russell T Davies in veste di produttore esecutivo, è andata in onda dal 15 ottobre 2009 al 20 novembre 2009.
La quarta stagione è andata in onda dall'11 ottobre 2010. Un episodio di un'altra serie spin-off, Sarah Jane's Alien Files, veniva trasmesso immediatamente dopo ciascuno episodio della serie. Le riprese di tre delle sei storie pianificati per la quinta stagione sono state completate prima della morte di Elisabeth Sladen il 19 aprile 2011. Anche se alcuni media britannici, tra cui il Sun, riportarono all'inizio di maggio 2011 che la produzione della serie doveva continuare, la BBC dichiarò esplicitamente che non sarebbero stati girati altri episodi. La quinta stagione è stata trasmessa a partire dal 3 ottobre 2011 il lunedì ed il martedì. Finì due settimane dopo, il 18 ottobre 2011.

## Retroscena e sviluppo
Nel 2006, la Children's BBC ha espresso interesse a produrre uno spin-off di Doctor Who. La loro idea iniziale era "un dramma basato sull'idea di un giovane Doctor Who", ma Russell T Davies ha posto il veto su tutto ciò. "In qualche modo, l'idea di un Dottore quattordicenne, su Gallifrey che inventa i cacciaviti sonici, porta via il mistero e l'intrigo di chi sia e da dove proviene", ha detto Davies. Suggerì invece una serie basata sull'ex compagna del Dottore, Sarah Jane Smith.
Il personaggio di Sarah Jane Smith, interpretato dalla Sladen, è apparso in Doctor Who dal 1973 al 1976, insieme a Jon Pertwee nel ruolo di Terzo Dottore ed in seguito con Tom Baker nel ruolo di Quarto Dottore.

## Episodi
| Stagione         | Episodi         | Prima TV originale | Prima TV Italia |
| ---------------- | --------------- | ------------------ | --------------- |
| Prima stagione   | 10 + 1 speciale | 2007               | 2008            |
| Seconda stagione | 12 + 1 speciale | 2008-2009          | inedita         |
| Terza stagione   | 12              | 2009               | inedita         |
| Quarta stagione  | 12              | 2010               | inedita         |
| Quinta stagione  | 6               | 2011               | inedita         |

## Trama
La serie è uno spin-off della popolare serie di fantascienza Doctor Who e racconta le avventure di Sarah Jane Smith, storica compagna di viaggio del Dottore, che tornata alla sua vita di tutti i giorni diventa una giornalista investigativa, spesso alle prese con casi di natura aliena. Nel primo episodio della serie entra a far parte della sua vita Luke, che accoglierà in casa come suo figlio adottivo: il ragazzo è stato in realtà creato in laboratorio e pur avendo l'aspetto di un adolescente, ha in realtà solo pochi giorni di vita. Ad accompagnarla nelle sue avventure, oltre al ragazzo, ci sono anche i compagni di scuola Maria, Clyde e Rani.

## Guest star
- Amber Beattie
- Ace Bhatti
- Mina Anwar
- Joseph Millson
- Juliet Cowan
- Floella Benjamin
- Paul Marc Davis
- Jocelyn Jee Esien
- Samantha Bond
- Jimmy Vee
- Anthony O'Donnell
- Huw Higginson
- Elijah Baker
- Mark Goldthorp
- Da Doctor Who:
  - Lachele Carl (Trinity Wells, 4 episodi)
  - Nicholas Courtney (Brigadiere Alistair Gordon Lethbridge-Stewart, 2 episodi)
  - David Tennant (Decimo Dottore, 2 episodi)
  - Matt Smith (Undicesimo Dottore, 2 episodi)
  - Katy Manning (Jo Jones-Grant, 2 episodi)